# 애니사 존스
메리 애니사 존스(영어: Mary Anissa Jones, 1958년 3월 11일 ~ 1976년 8월 28일)는 미국의 배우이다.

## 방송
- 털보 가족

## 영화
- 소녀는 괴로워 (1969년)
- 털보 가족 (1966년)